# Camerata Picena
Camerata Picena település Olaszországban, Marche régióban, Ancona megyében. Lakosainak száma 2486 fő (2023. január 1.). Camerata Picena Agugliano, Ancona, Chiaravalle, Falconara Marittima és Jesi községekkel határos.

## Népesség
A település népességének változása:
| Lakosok száma | 2574 | 2552 | 2486 |
|               | 2017 | 2018 | 2023 |